# Estatuto dos Museus

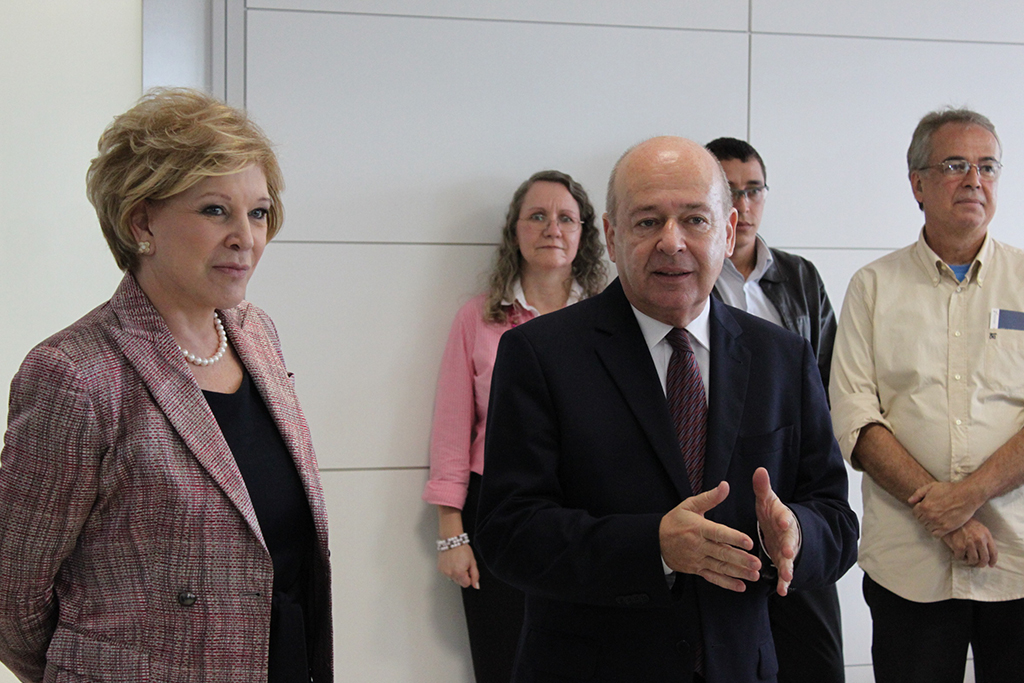
Marta Suplicy, então ministra da cultura, em visita o Instituto Brasileiro de Museus em virtude do decreto que regulamenta o Estatuto de Museus.

Estatuto dos Museus é uma lei brasileira (Lei 11904) promulgada em 14 de janeiro de 2009. Esta lei prevê os princípios dos museus como a valorização e preservação do patrimônio cultural e ambiental, a universalidade do acesso, o respeito e a valorização à diversidade cultural e o intercâmbio institucional, devendo os museus elaborar o Plano Museológico.

## Regulamentação
A regulamentação do estatuto era uma expectativa do Ministério da Cultura sob o comando de Ana de Hollanda, mas que no entanto não se concretizou. Em vigor desde janeiro de 2009, o Estatuto dos Museus estabelece, entre outras coisas, os critérios para criação, funcionamento e fechamento de museus.  O estatuto foi por fim regulamentado no ano de 2013, mas as medidas que garantiriam, em tese, a segurança e a conservação aos locais que guardam parte da história do país ou do mundo, na prática, não costumam ser seguidas. De acordo com o Conselho Federal de Museologia (Cofem), o orçamento público destinado aos museus é precário e não garante quesitos considerados fundamentais para preservar os acervos.